# Joachim Pötter
Joachim Pötter ou Poetter (1913-1992) est un officier supérieur de la Luftwaffe de la Seconde Guerre mondiale. Il a reçu la très convoitée Croix de chevalier de la Croix de fer en 1942. Crédité de 161 missions de combat, dont 118 en Russie, blessé à trois reprises, Joachim Pötter termina sa carrière dans la Bundeswehr, en 1971.

## Biographie
Joachim Pötter naît le 1er janvier 1913, à Metz, une ville de garnison animée d'Alsace-Lorraine. Avec sa ceinture fortifiée, Metz est, à la veille de la Première Guerre mondiale, la première place forte du Reich allemand, constituant une pépinière de militaires d'exception. Dans le contexte de réarmement allemand des années 1930, le jeune Joachim se tourne naturellement vers une carrière militaire. Il s'engage d'abord dans l'artillerie en avril 1931. En 1933, il suit une formation d'élève-officier. Sur les traces de Friedrich Marnet et Karl Braun, Joachim Pötter demande son transfert dans la nouvelle armée de l'air allemande, la Luftwaffe. Le 7 mars 1934, il est affecté à Cottbus puis à la Kampffliegerschule de Jüterbog. Breveté pilote, Poetter est affecté à la Fliegergruppe Finsterwalde, le 16 avril 1935. En mars 1937, il est affecté comme Staffelkapitän, chef d'escadron à Memmingen, dans un autre escadron de bombardiers, le Kampfgeschwader 255, qui deviendra le KG51 en 1940. En août 1939, juste avant la déclaration de guerre, Joachim Pötter est promu Hauptmann, capitaine.

### Seconde Guerre mondiale
Comme Helmuth Bode, Joachim Pötter participe à la bataille de France, comme leader du groupe 7 de la KG51. Lors de l'offensive du 10 mai 1940, il est blessé en vol par la chasse française au-dessus de Lyon-Bron. Promu Major en novembre 1940, il prend la tête du Ergänzungskampfgeschwader 4 (Ju 88), une escadrille de bombardiers de réserve. Le 23 avril 1941, il prend la tête de la 1re escadrille de l'escadron de bombardiers no 77, fonction qu'il assumera jusqu'en mai 1942. Il reçoit la Deutsches Kreuz, en or, le 15 octobre 1941. Peu après, le 25 octobre 1941, son Junkers Ju 88 A-5 est abattu par la chasse soviétique. Après un atterrissage forcé près de Raguj, il réussit à rejoindre les lignes allemandes, où il sera hospitalisé quelque temps. Toujours dans la même escadre, Joachim Pötter reçoit, pour son action au combat, la Croix de chevalier de la Croix de fer, le 16 avril 1942, deux ans avant Walter Bordellé. En mai 1942, le commandant Pötter rejoint le service de formation de la Luftwaffe, en tant que Gruppen-Leiter, puis Abteilung-Chef. En décembre 1942, il est affecté à l’État-major de la Luftwaffe. Promu Oberstleutnant, lieutenant-colonel, en octobre 1943, Pötter conserve son affectation au ministère. En juin 1944, après des problèmes de santé, il est placé dans la Führerreserve de la Luftwaffe. Le 26 août 1944, il est affecté à la Luftkriegsakademie , comme instructeur. Peu avant la défaite de l'armée allemande, en 1945, Joachim Pötter est affecté à l'état-major de la 2. Jagd-Division.

### Après guerre
Après la guerre, Joachim Pötter poursuit sa carrière dans la Bundeswehr, la nouvelle armée allemande créée en 1955. Il quitte le service actif en mars 1971, avec le grade de Oberst, colonel. Joachim Pötter s'éteignit à Kronburg en Haute-Bavière, le 17 novembre 1992.

## Commandements
Kommandeur I, Kampfgeshwader 77

## Décorations
- Ritterkreuz des Eisernen Kreuzes, le 16 avril 1942[5]

## Sources
- (en) Henry L. de Zeng, Douglas G. Stankey et Eddie J. Creek, Bomber units of the Luftwaffe, 1933-1945 : a reference source, Hinckley, Midland, 2007, 208 p. (ISBN 978-1-85780-279-5, 978-1-903-22387-1 et 978-1-903-22372-7).
- de Zeng, H.L; Stanke D.G.: Luftwaffe Officer Career Summaries - Luftwaffe Officers 1935 - 1945, t.4, Section L-R, avril 2012 (p. 265)